# Luigi Matera
Luigi Matera (ur. 11 lutego 1820 w Rzymie, zm. 29 listopada 1891 tamże) – włoski duchowny rzymskokatolicki, arcybiskup, dyplomata papieski.

## Biografia
21 grudnia 1845 otrzymał święcenia prezbiteriatu.
19 września 1879 papież Leon XIII mianował go delegatem apostolskim w Argentynie, Paragwaju i Urugwaju oraz 30 marca 1882 arcybiskupem tytularnym irenopolitańskim. 16 lipca 1882 w katedrze Trójcy Przenajświętszej w Buenos Aires przyjął sakrę biskupią z rąk arcybiskupa Buenos Aires Federico Leóna Aneirosa. Współkonsekratorami byli biskup Córdoby Mamerto Esquiú Medina OFMObs oraz biskup San Juan de Cuyo Venceslao Javier José Achával y Medina OFMObs.
Urząd delegata apostolskiego w Argentynie, Paragwaju i Urugwaju sprawował do 14 października 1884. 17 maja 1887 został wyznaczony delegatem apostolskim w Kolumbii. Na tym stanowisku pozostał do 1 sierpnia 1890.